# Craig Reynolds
Craig Reynold (Willow Grove, 15 giugno 1996) è un giocatore di football americano statunitense che milita nel ruolo di running back per i Detroit Lions della National Football League (NFL).

## Carriera

### Washington Redskins

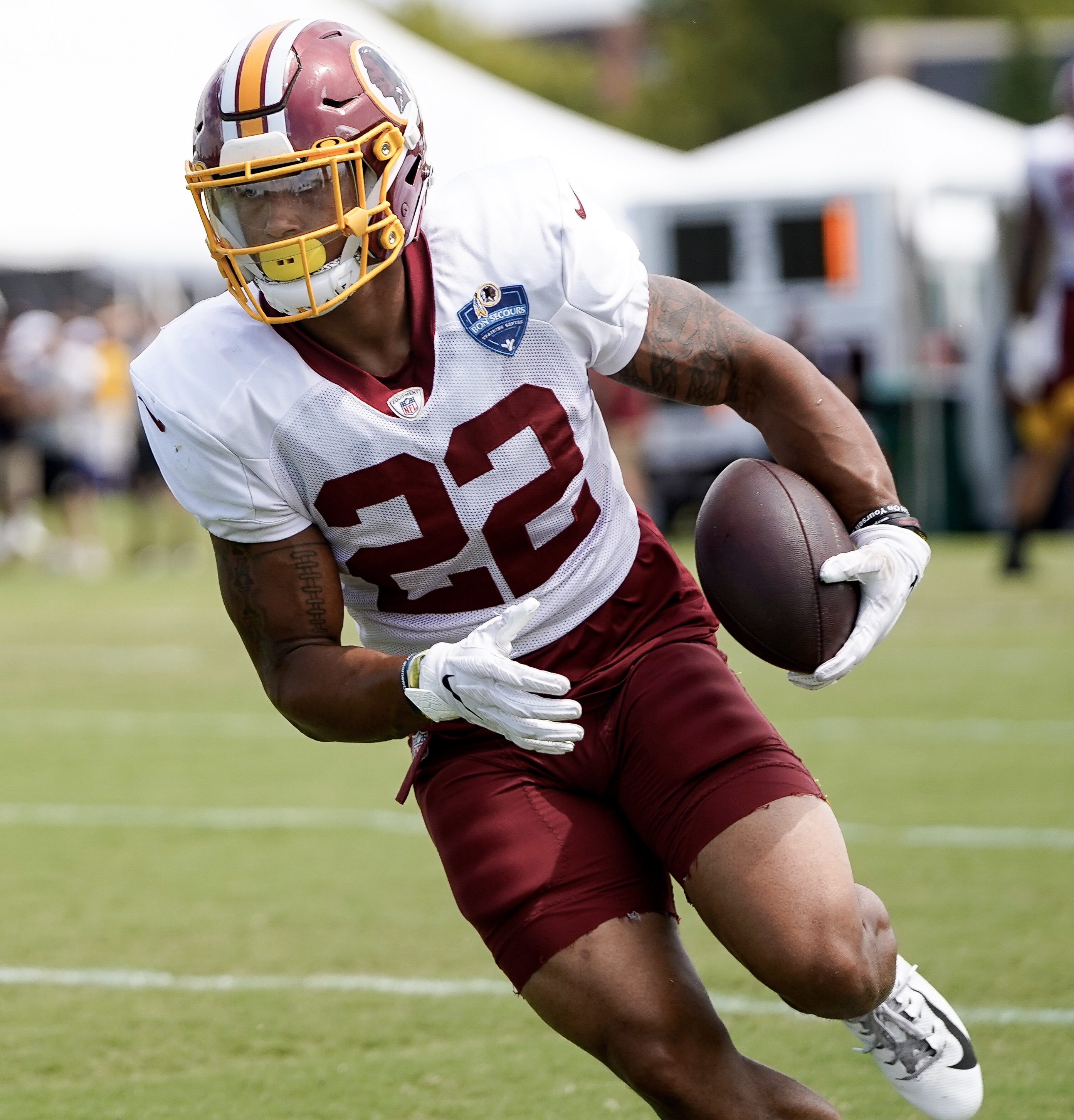
Reynolds nel 2019

Reynolds firmò con i Washington Redskins dopo non essere stato scelto nel Draft NFL 2019. Fu svincolato al termine del training camp ma rifirmò con la squadra di allenamento il 1º settembre 2019. Fu promosso nel roster attivo il 19 ottobre e debuttò nella NFL il giorno successivo contro i San Francisco 49ers, giocando negli special team. Il 5 novembre 2019 fu svincolato.

### Atlanta Falcons
Il 12 novembre 2019 Reynolds firmò con la squadra di allenamento degli Atlanta Falcons. Il 30 dicembre 2019 firmò un nuovo contratto da riserva
Il 7 agosto 2020 Reynolds fu svincolato dai Falcons, ma rifirmò il 27 agosto. Fu svincolato il 5 settembre 2020.

### Jacksonville Jaguars
Il 14 settembre 2020 Reynolds firmò con la squadra di allenamento dei Jacksonville Jaguars, ma fu svincolato una settimana dopo. Il 21 novembre 2020 rifirmò con la squadra di allenamento. Il 28 novembre firmò con il roster attivo. Il 5 dicembre fu svincolato, e firmò nuovamente con la squadra di allenamento tre giorni dopo. Fu promosso nel roster attivo il 26 dicembre per la gara contro i Chicago Bears e tornò nella squadra di allenamento dopo la partita. Il 4 gennaio 2021 firmò un nuovo contratto da riserva. Fu svincolato il 17 marzo 2021.

### Detroit Lions
Il 12 agosto 2021 Reynolds firmò con i Detroit Lions. Fu svincolato il 31 agosto 2021 e rifirmò con la squadra di allenamento il giorno successivo. Fu promosso nel roster attivo prima della gara della settimana 14 contro i Denver Broncos dopo che i running back D'Andre Swift e Jamaal Williams si infortunarono. In quella partita corse 83 yard su 11 tentativi nella sconfitta per 10-38. Fu promosso nuovamente nel roster attivo la settimana successiva disputando la prima gara come titolare, in cui corse 112 yard nella vittoria sugli Arizona Cardinals Il 20 dicembre 2021 firmò con il roster attivo per il resto della stagione.
Reynolds riuscì ad entrare nel roster finale per la stagione 2022 come terzo running back nelle gerarchie della squadra. Fu inserito in lista infortunati il 9 novembre 2022 e tornò attivo il 17 dicembre.
Il 13 marzo 2023 Reynolds rifirmò con i Lions. L’8 ottobre segnò il suo primo touchdown nella vittoria per 42-24 sui Carolina Panthers. La settimana successiva nella vittoria sui Tampa Bay Buccaneers, Reynolds portò un importante blocco che consentì al compagno Amon-Ra St. Brown di segnare e portarsi in vantaggio. Il blocco di Reynolds ricevette cospicua attenzione dalla stampa.